# Daylamites (poble)
Els daylamites foren un poble preiranià del nord-oest de l'Iran, al sud de Gilan, a la regió de Daylam. Van ser emprats com a soldats per l'Imperi sassànida, i van resistir durant molt temps la conquesta àrab de Pèrsia i la subsegüent islamització. En la dècada de 930 van emergir d'entre ells la dinastia buwàyhida, que va obtenir el control sobre gran part de l'actual Iran i el va mantenir fins a l'arribada dels turcs seljúcides, a mitjan segle xi.

## Història
Els daylamites vivien en les terres altes de Dailam, enclavades a la serralada Elburz, entre Guilan i Tabaristan. No obstant això, les fonts zoroastrianes i cristianes més antigues indiquen que aquest poble provenia originalment d'Anatòlia, prop del riu Tigris, on encara viuen avui grups etnolingüístics iranians com ara els dimilis. Parlaven un idioma propi, un dialecte persa nord-occidental similar al dels veïns gilakis. El cristianisme nestorià estava estès entre ells a causa de les activitats de Joan de Daylam, informant-se de bisbats en aquesta àrea tan remota en dates tan tardanes com la dècada de 790, sent possible que alguns romanents sobrevisquessin allà fins al segle xiv. Durant el període sassànida, els daylamites van ser emprats com una infanteria d'alta qualitat. Segons els historiadors romans d'Orient Procopi de Cesarea i Agàcies, eren un poble bel·licós i expert en el combat proper, amb cada guerrer armat amb una espasa, un escut i llances o javelines. Van donar suport a la rebel·lió de Vararanes Chobin contra Còsroes II, però més tard 4000 daylamites van servir com a destacament d'elit a la guàrdia del segon. El general sassànida Vahriz, enviat per Còsroes i en 570 a conquerir Iemen, era probablement d'ascendència daylamita, i les seves tropes incloïen efectius d'aquesta tribu, que més tard jugaran un important paper en la conversió del Iemen al naixent islam.

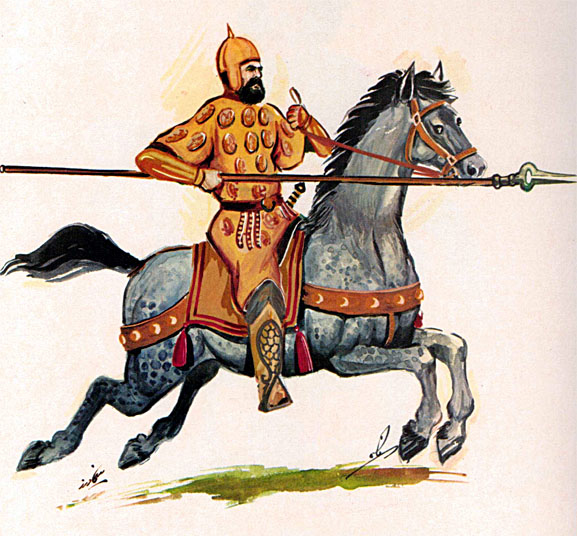
Guerrer daylamita en un llibre de text iranià de 1976.

Algunes fonts musulmanes sostenen que després de la derrota sassànida en la batalla d'al-Qadisiyya, el contingent de 4000 daylamites de la guàrdia reial, juntament amb altres unitats perses, van desertar al bàndol àrab i es van convertir a l'islam. No obstant això, els daylamites aconseguiren resistir la invasió àrab de la seva pròpia pàtria muntanyosa durant diversos segles i seguir dirigits pels seus propis governants locals. La guerra al territori es va fer endèmica, amb incursions i contraatacs per tots dos costats. Sota els àrabs, l'antiga ciutat-fortalesa persa de Qazvin va recuperar el seu paper de l'època sassànida com a baluard contra les incursions daylamites. Segons l'historiador at-Tabarí, els daylamites, juntament amb els turcs, eren considerats els pitjors enemics dels musulmans.  Els abbàssides penetrar a la regió i van ocupar porcions d'ella, però el seu control mai va ser veritablement efectiu. Durant el califat de Harun ar-Raixid, alguns xiïtes van buscar escapar de la persecució religiosa refugiant-se entre els daylamites, la majoria dels quals romanien fidels a la seva fe pagana, a excepció d'uns pocs zoroastrians i cristians. Alguns d'aquests exiliats eren àlides, i van començar la conversió gradual dels daylamites a l'islam xiïta. Amb tot, una forta identitat persa es va mantenir arrelada en els pobles del lloc, juntament amb una mentalitat arabòfoba. Els governants de la zona, com els ziyàrides, van arribar al punt de celebrar antics festivals iranians i zoroastrians.
Una branca moderna dels daylamites és coneguda sota el nom de tribu delaim o dulaim a l'Iraq.